# Kup Srbije i Crne Gore 2003-2004
La Kup Srbije i Crne Gore 2003-2004 (Coppa di Serbia e Montenegro 2003-2004) fu la 13ª edizione della coppa nazionale della SCG e l'undicesima dallo scioglimento della Jugoslavia socialista.
La coppa fu vinta dalla Stella Rossa che sconfisse in finale il Bud. Banatski Dvor.

## Qualificazioni
Le 18 squadre della Prva liga 2002-03 sono esentate. Per i restanti 14 posti sono necessarie le qualificazioni (4 posti alla Voivodina, 7 alla Serbia Centrale, 2 al Montenegro ed 1 al Kosovo).

### Vojvodina
```
TURNO PRELIMINARE
 - 28.05.2003
Radnički Sutjeska - Šajkaš Kovilj                  0-0 (3-4 dcr)
Stari Vrbas Obilić Zmajevo - Radnički Nova Pazova  3-3 (4-2 dcr)
Polet Rastina - AIK Bačka Topola                   n.d.
[
1
]

Jedinstvo Stević Kačarevo - Njegoš Lovćenac        n.d.
[
2
]

PRIMO TURNO
 - 10.06.2003
Cement Beočin - Stari Vrbas Obilić Zmajevo         2-2 (4-2 dcr)
Srem Sremska Mitrovica - Crvenka                   3-0
Bačka B.Palanka - Vrbas                            6-0
Krivaja - Spartak Subotica                         0-4
Palić - Budućnost Banatski Dvor                    1-2
Sloga Temerin - Mladost Lukićevo                   0-1
Brazdakop Inđija - Elan Srbobran                   1-2
Kikinda - Šajkaš Kovilj                            0-4
Tekstilac Odžaci - Mladost Apatin                  1-4
Jedinstvo Stević Kačarevo - Veternik               5-0
Glogonj - Proleter Zrenjanin                       2-1
ČSK Čelarevo - Radnički Bajmok                     2-0
Polet Rastina - Spartak Debeljača                  3-2
Big Bull Bačinci - Novi Sad                        3-1
Bečej - Dinamo Pančevo                             1-0
Radnički Šid - Kabel Novi Sad                      4-4 (4-2 dcr)

SECONDO TURNO
 - 03.09.2003
Šajkaš Kovilj - Bačka B.Palanka                    1-1 (4-3 dcr)
Elan Srbobran - Spartak Subotica                   2-2 (6-5 dcr)
Srem Sremska Mitrovica - Bečej                     3-1
Mladost Lukićevo - Polet Rastina                   2-0
Budućnost Banatski Dvor - Radnički Šid            10-0
Cement Beočin - ČSK Čelarevo                       1-4
Mladost Apatin - Big Bull Bačinci                  1-0
Jedinstvo Stević Kačarevo - Glogonj                2-0

TERZO TURNO
 - 24.09.2003
Srem Sremska Mitrovica - Mladost Lukićevo          1-1 (5-4 dcr)
Šajkaš Kovilj - Mladost Apatin                     1-3
Elan Srbobran - Budućnost Banatski Dvor            1-2
ČSK Čelarevo - Jedinstvo Stević Kačarevo           0-0 (6-5 dcr)

Srem, Mladost Apatin, Budućnost BD e ČSK qualificate per la Kup SCG 2003-2004
```

### Serbia Centrale
```
PRIMO TURNO
 - 03.09.2003
Car Konstantin Niš - Radnički Pirot                1-1 (7-6 dcr)
Timok Zaječar - OFK Niš                            3-2
Žitorađa - Napredak Kruševac                       0-4
BSK Bujanovac - Dubočica Leskovac                  1-2
Mladenovac - Mladi Radnik Požarevac                2-5
Jedinstvo Ub - Mačva Šabac                         4-1
Radnički Klupci - Loznica                          2-1
Budućnost Valjevo - Metalac Gornji Milanovac       2-0
Mladost Lučani - Bane Raška                        1-2
Radnički Kragujevac - Šumadija 1903 Kragujevac     0-1
Remont Čačak - Borac Čačak                         0-4
Dorćol Belgrado - Hajduk Belgrado                  0-1
Budućnost Dobanovci - Srem Jakovo                  1-2
Radnički Belgrado - FK Belgrado                    5-1

SECONDO TURNO
 - 10.08.2003
Borac Čačak - Bane Raška                           2-0
Šumadija 1903 Kragujevac - Budućnost Valjevo       1-0
Mladi Radnik Požarevac - Radnički Belgrado         0-1
Hajduk Belgrado - Srem Jakovo                      5-1
Radnički Klupci - Jedinstvo Ub                     1-1 (5-6 dcr)
Dubočica Leskovac - Car Konstantin Niš             1-1 (2-4 dcr)
Napredak Kruševac - Timok Zaječar                  2-0

Borac Čačak, Šumadija 1903, Radnički Belgrado, Hajduk, Jedisntvo Ub, Car Konstantin e Napredak qualificate per la Kup SCG 2003-2004
```

### Montenegro
```
OTTAVI DI FINALE

Bratstvo Cijevna - Budućnost Podgorica             1-1 (4-3 dcr)
Kom Podgorica - Lovćen Cetinje                     3-1
Čelik Nikšić - Jedinstvo Bijelo Polje              2-3
Grbalj Radanovići - Petrovac                       1-1 (1-3 dcr)
Mornar Bar - Berane                                2-0
Zabjelo Podgorica - Mladost 069 Podgorica          0-4
Zora Spuž - Cetinje                                2-1
Jezero Plav - Ibar Rožaje                          n.d.
[
3
]

QUARTI DI FINALE
 - 23.02.2003
Jedinstvo Bijelo Polje - Mornar Bar                3-1
Mladost 069 Podgorica - Zora Spuž                  2-0
Bratstvo Cijevna - Kom Podgorica                   0-3
Petrovac - Jezero Plav                             4-0

SEMIFINALI
 - 23.04.2003
Kom Podgorica - Petrovac                           2-0
Mladost Podgorica - Jedinstvo Bijelo Polje         3-2

FINALE
 - 22.05.2003
Kom Podgorica - Mladost Podgorica                  1-2

Le due finaliste (Kom e Mladost) qualificate per la Kup SCG 2003-2004
```

### Kosovo
```
Trepča qualificato per la Kup SCG 2003-2004
```

## Squadre partecipanti
Prva liga
- Borac Čačak
- Bud. Banatski Dvor
- Hajduk Kula
- Kom
- Napredak Kruševac
- Obilić
- OFK Belgrado
- Partizan
- Radnički Obrenovac
- Sartid
- Stella Rossa
- Sutjeska
- Vojvodina
- Železnik
- Zemun
- Zeta

Druga liga
- Čukarički Stankom
- Hajduk Belgrado
- Javor Ivanjica
- Jedinstvo Ub
- Mladost Apatin
- Mladost Podgorica
- Mogren
- Rad Belgrado
- Radnički Belgrado
- Radnički Niš
- Rudar Pljevlja
- Srem
- Šumadija 1903

Terza divisione
- ČSK Čelarevo
- Car Konstantin Niš

Quarta divisione
- FK Trepča

## Sedicesimi di finale
| Squadra 1          | Risultato       | Squadra 2               |
| ------------------ | --------------- | ----------------------- |
| 28.10.2003         |                 |                         |
| Napredak           | 1 – 0           | Sutjeska                |
| Železnik           | 1 – 0           | Kom                     |
| 29.10.2003         |                 |                         |
| Zeta               | 1 – 0           | Mladost Apatin          |
| Vojvodina          | 0 – 0 (2-4 dtr) | Jedinstvo Ub            |
| Partizan           | 4 – 1           | Šumadija 1903           |
| Hajduk Belgrado    | 2 – 3           | Obilić                  |
| Mladost Podgorica  | 0 – 0 (0-3 dtr) | Hajduk Kula             |
| Mogren             | 1 – 3           | Budućnost Banatski Dvor |
| Čukarički Stankom  | 2 – 1           | Borac Čačak             |
| Radnički Niš       | 2 – 2 (2-4 dtr) | OFK Belgrado            |
| FK Trepča          | 0 – 0 (0-3 dtr) | Zemun                   |
| Srem               | 0 – 0 (2-4 dtr) | Rad                     |
| ČSK Čelarevo       | 1 – 2           | Javor Ivanjica          |
| 11.11.2003         |                 |                         |
| Stella Rossa       | 7 – 0           | Car Konstantin          |
| 12.11.2003         |                 |                         |
| Radnički Obrenovac | 1 – 3           | Radnički Belgrado       |
| Rudar              | 1 – 3           | Sartid                  |

## Ottavi di finale
| Squadra 1               | Risultato       | Squadra 2         |
| ----------------------- | --------------- | ----------------- |
| 03.12.2003              |                 |                   |
| Obilić                  | 1 – 0           | Sartid            |
| Hajduk Kula             | 2 – 2 (1-3 dtr) | Železnik          |
| Budućnost Banatski Dvor | 3 – 0           | Napredak          |
| OFK Belgrado            | 2 – 1           | Rad               |
| Partizan                | 5 – 2           | Čukarički Stankom |
| Radnički Belgrado       | 0 – 2           | Stella Rossa      |
| Jedinstvo Ub            | 0 – 1           | Zemun             |
| Javor Ivanjica          | 1 – 0           | Zeta              |

## Quarti di finale
| Squadra 1      | Risultato       | Squadra 2               |
| -------------- | --------------- | ----------------------- |
| 03.03.2004     |                 |                         |
| Stella Rossa   | 1 – 0           | Železnik                |
| Obilić         | 3 – 3 (5-4 dtr) | OFK Belgrado            |
| Zemun          | 1 – 4           | Budućnost Banatski Dvor |
| 24.03.2004     |                 |                         |
| Javor Ivanjica | 0 – 2           | Partizan                |

## Semifinali
| Squadra 1          | Risultato | Squadra 2 |
| ------------------ | --------- | --------- |
| 21.04.2004         |           |           |
| Bud. Banatski Dvor | 2 – 1     | Obilić    |
| Stella Rossa       | 1 – 0     | Partizan  |

## Finale
| Squadra 1    | Risultato | Squadra 2          |
| ------------ | --------- | ------------------ |
| 12.05.2004   |           |                    |
| Stella Rossa | 1 – 0     | Bud. Banatski Dvor |

| Arbitro: | Miroslav Radoman (Lovćenac) |

| |            | |
| Žigić 1’ | Marcatori  | |
| Dišljenković M. Dudić Vidić Vitakić Marković (67' Krivokapić) Mladenović Ilić (59' Đorđević) Šarac Perović (81' Đorđić) Pantelić Žigić | Formazioni | Radanović Andrić Pavlović Milošević Dunjić Mitrović (46' Đorić) Stupar Jovandić Tintor Zafirović (73' Tešović) Baljak (80' Petković) |
| Slavoljub Muslin | Allenatori | Jovan Šarčević e Milan Budisavljević                                                                                                 |